# Hydrochus debilis
Hydrochus debilis är en skalbaggsart som beskrevs av Sharp 1882. Hydrochus debilis ingår i släktet Hydrochus och familjen gyttjebaggar. Inga underarter finns listade i Catalogue of Life.